# M型潜水艦
M型潜水艦(Подводные лодки типа «Малютка»)は、ソ連海軍が1930年代から1950年代にかけて運用した潜水艦の艦級である。別名マリュトカ級潜水艦。

## 開発
赤軍戦闘教義により、ソ連海軍は陸軍支援・自国沿岸海域防衛を主任務とする沿岸海軍と位置づけられた。これにより、ソ連海軍は沿岸防衛中心の装備が必要となり、この種の任務に適した潜水艦の大量建造を計画、沿岸哨戒潜水艦：SC型潜水艦を開発した。
SC型は排水量600t程度の中型艦であったが、これでもまだ建造費用が高かったため、SC型よりさらに小型で低価格な哨戒型潜水艦が要求され、P型潜水艦を設計したアレクセイ・アサフ技師を主任設計者として開発が開始される。
1932年に開発が完了したM型は、機能を最小限に搾ることで船体を小型化させ、基準排水量100t-200tという超小型潜水艦となった。低価格のため大量建造が可能であり、1930年代から40年代にかけて合計111隻が量産された。本艦の大量配備により、第二次世界大戦開戦時、ソ連潜水艦隊は数の上では世界最大の戦力を保有するに至った。もっとも、その大半は本型のような小型の哨戒型潜水艦であり、その能力は沿岸哨戒に限定されていたため、独海軍のような通商破壊能力や日米英海軍のような艦隊決戦能力には乏しかった。M型は主に黒海艦隊とバルチック艦隊に配備され、第二次大戦中に33隻が失われた。

## 輸出
第二次大戦後、M型は中華人民共和国に輸出された。中華人民共和国が購入したのはソ連海軍を退役した中古艦であり、第15系列の4隻を購入した。艦艇は中国の第一次五か年計画期間の1953年～55年にかけて購入された。中国人民解放軍海軍に在籍時の艦番号は、「国防21号」～「国防24号」であった。

## 派生型
M型潜水艦は、原型の第6系列に加え、その改良型の第6系列bis、第12系列、第15系列の3つの派生型がある。
| 系列名     | 建造期間      | 建造隻数 | 排水量 |
| ---------- | ------------- | -------- | ------ |
| 第6系列    | 1932年-1934年 | 30隻     | 157t   |
| 第6系列bis | 1934年-1936年 | 20隻     | 161t   |
| 第12系列   | 1936年-1941年 | 45隻     | 206t   |
| 第15系列   | 1941年-1950年 | 57隻     | 281t   |

## 諸元
| 種類       | 哨戒型潜水艦                                              |
| 基準排水量 | 水上157t、水中197t                                        |
| 寸法       | 全長36.9m、全幅3.1m、喫水2.6m                             |
| 速力       | 水上13ノット、水中7ノット                                 |
| 航続力     | 水上10節1065浬、水中2.5節55浬                             |
| 可潜深度   | 50m                                                       |
| 乗組員     | 16名                                                      |
| 主機       | ディーゼル発動機1基(685馬力)、電動機1基(235馬力)、1軸推進 |
| 兵装       | 533mm発射管（艦首2門)、魚雷2本、45mm砲1門(195発)          |

| 種類       | 哨戒型潜水艦                                              |
| 基準排水量 | 水上281t、水中351t                                        |
| 寸法       | 全長50.0m、全幅4.9m、喫水3.6m                             |
| 速力       | 水上15ノット、水中10ノット                                |
| 航続力     | 水上8節4500浬、水中3節85浬                                |
| 可潜深度   | 60m                                                       |
| 乗組員     | 32名                                                      |
| 主機       | ディーゼル発動機1基(800馬力)、電動機1基(400馬力)、1軸推進 |
| 兵装       | 533mm発射管（艦首2門・艦尾2門)、魚雷4本、45mm砲1門(195発) |